# آرامگاه انگجی
آرامگاه انگجی مربوط به دوره پهلوی است و در شهرستان تبریز، بخش مرکزی، خ فلسطین - قبرستان قدیمی محله گجیل واقع شده و این اثر در تاریخ ۲۵ آبان ۱۳۸۴ با شمارهٔ ثبت ۱۳۸۵۳ به‌عنوان یکی از آثار ملی ایران به ثبت رسیده است.